# Sateré-Mawé
Die Sateré-Mawé sind ein indigenes Volk aus dem brasilianischen Teil Amazoniens.
Das Volk wurde 2014 vom CGTSM – Conselho Geral da Tribo Sateré-Mawé mit 13.350 Personen angegeben. Sie leben als Pflanzer, Fischer, Jäger und Sammler. In Liedern geben die Sateré-Mawé ihre Schöpfungsmythen von Generation zu Generation weiter.

## Initiationsriten

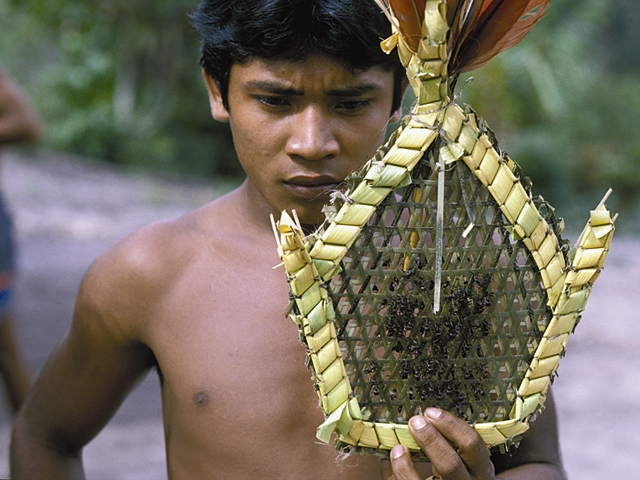
Handschuh für das Ritual mit 24-Stunden-Ameisen

Als Übergangsritus feiern die Sateré-Mawé das Ameisenfest. Dabei ziehen die männlichen Jugendlichen einen „Handschuh“ an, in den 24-Stunden-Ameisen eingeflochten sind. Das Ritual ist äußerst schmerzhaft. Zum Abschluss des Ritus wird den jungen Männern ein Brechmittel verabreicht, es soll sie von allen Giften befreien.